# پروتس
پروتس (به چکی: Peruc) یک منطقهٔ مسکونی در جمهوری چک است که در ناحیه لوونی واقع شده‌است. پروتس ۲٬۱۹۴ نفر جمعیت دارد.